# Серски конак
Серският конак (на турски: Konak; на гръцки: Διοικητήριο Σερρών, Κτίριο Περιφερειακής Ενότητας Σερρών) е обществена сграда, една от архитектурните забележителности на източномакедонския град Сяр (Серес), Гърция. Сградата е разположена в центъра на града, на улица „Мерахияс“. Днес двуетажната сграда е седалище на управата (номархия) на областна единица Сяр.
Решение за строеж на нова сграда е взето на 4 октомври 1891 година, като тя трябва да се финансира от местни дарения и от държавната хазна. Отправена е молба за финансиране към различни държавни институции и благотворителни фондации. Строежът завършва на 24 май 1898 година.